# Eric Selleck
Eric Selleck (* 20. Oktober 1987 in Spencerville, Ontario) ist ein ehemaliger kanadischer Eishockeyspieler, der im Verlauf seiner aktiven Karriere zwischen 2008 und 2020 unter anderem über 500 Spiele in der American Hockey League (AHL) auf der Position des linken Flügelstürmers bestritten hat. Darüber hinaus absolvierte Selleck, der den Spielertyp des Enforcers verkörperte, weitere drei Partien für die Florida Panthers und Arizona Coyotes in der National Hockey League (NHL).

## Karriere
Selleck spielte während seiner Juniorenzeit zwischen 2004 und 2008 in den unterklassigen Juniorenligen Kanadas und ging anschließend ab 2008 an die State University of New York at Oswego. Dort spielte er in den folgenden zwei Jahren für das Eishockey-Universitätsteam in der Division III der National Collegiate Athletic Association. Seine Leistungen in der NCAA mit 80 Scorerpunkten in 54 Spielen und zahlreichen individuellen Auszeichnungen über zwei Jahre machten den ungedrafteten Free Agent auch für höherklassige Teams im Profibereich interessant. So sicherten sich im April 2010 die Florida Panthers aus der National Hockey League zunächst für zwei Jahre die Dienste des Enforcers, nachdem sie ihn in den beiden vorangegangenen Jahren jeweils an ihrem Sommertrainingslager hatten teilnehmen lassen.
Mit Beginn der Spielzeit 2010/11 setzten die Panthers den Angreifer in ihrem Farmteam, den Rochester Americans, in der American Hockey League ein. Ab der Saison 2011/12 und zwei jeweils einjährigen Vertragsverlängerungen war Selleck bis zum März 2014 für die San Antonio Rampage in der AHL aktiv. In dieser Zeit feierte er auch sein NHL-Debüt, als er in der Saison 2012/13 zweimal für Florida zum Einsatz kam. Im März 2014 trennten sich die Panthers allerdings von Selleck und transferierten ihn im Tausch für Mark Mancari zu den St. Louis Blues. Diese gaben ihn umgehend an ihr AHL-Farmteam Chicago Wolves ab, wo er den Rest der Saison 2013/14 verbrachte. Da die Blues nicht an einer Vertragsverlängerung interessiert waren, schloss sich der Stürmer als Free Agent den Portland Pirates aus der AHL an. Sein Einjahresvertrag besaß allerdings keine Gültigkeit für die NHL. Erst vor der Saison 2015/16 erhielt Selleck von den Arizona Coyotes einen sogenannten Zwei-Wege-Vertrag mit Gültigkeit für beide Ligen. Die Coyotes waren auf den Kanadier aufmerksam geworden, da sie in der Vorsaison mit den Portland Pirates kooperiert hatten. Im Verlauf der Spielzeit 2015/16 lief Selleck für die Springfield Falcons in der American Hockey League auf und bestritt zudem ein Spiel für die Coyotes in der NHL. Für die Spielzeit 2016/17 verpflichtete sich der Stürmer bei den Tucson Roadrunners aus der AHL. Im Jahr darauf wechselte er zum Ligakonkurrenten Hartford Wolf Pack. Hartford gab Selleck im Februar 2018 ohne weitere Gegenleistung an die Belleville Senators ab.
Zur Saison 2018/19 wechselte der Kanadier zum HC 05 Banská Bystrica in die slowakische Extraliga, mit dem er am Saisonende die Slowakische Meisterschaft gewann. Anschließend spielte der Kanadier eine Saison für den aufstrebenden Zweitligisten Bratislava Capitals und beendete im Anschluss seine Profikarriere im Alter von 32 Jahren.

## Erfolge und Auszeichnungen
| - 2008 CJHL Second All-Star Team - 2009 NCAA III Rookie of the Year - 2009 NCAA III All-Tournament Team - 2010 NCAA-Division-III-Championship mit der State University of New York at Oswego | - 2010 NCAA III Player of the Year - 2010 NCAA III First All-Star Team - 2019 Slowakischer Meister mit dem HC 05 Banská Bystrica |

## Karrierestatistik
(Legende zur Spielerstatistik: Sp oder GP = absolvierte Spiele; T oder G = erzielte Tore; V oder A = erzielte Assists; Pkt oder Pts = erzielte Scorerpunkte; SM oder PIM = erhaltene Strafminuten; +/− = Plus/Minus-Bilanz; PP = erzielte Überzahltore; SH = erzielte Unterzahltore; GW = erzielte Siegtore; 1 Play-downs/Relegation; Kursiv: Statistik nicht vollständig)